# Secutor (geslacht)
Secutor is een geslacht van straalvinnige vissen uit de familie van ponyvissen (Leiognathidae).

## Soorten
- Secutor hanedai Mochizuki & Hayashi, 1989
- Secutor insidiator (Bloch, 1787)
- Secutor interruptus (Valenciennes, 1835)
- Secutor indicius Monkolprasit, 1973
- Secutor megalolepis Mochizuki & Hayashi, 1989
- Secutor mazavasaoka Baldwin & Sparks, 2011
- Secutor ruconius (Hamilton, 1822)